# 秦豊助

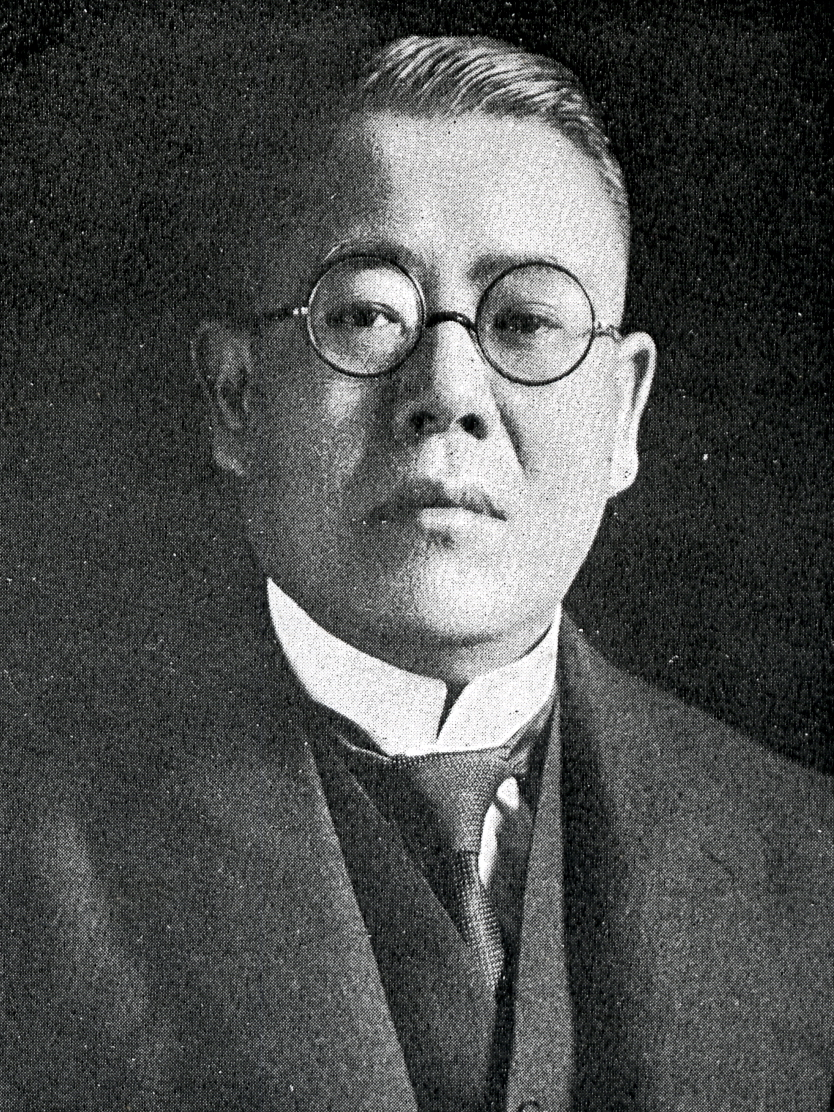
秦豊助

秦 豊助（はた とよすけ、1872年9月29日（明治5年8月27日） - 1933年（昭和8年）2月4日）は、日本の内務官僚、政治家。衆議院議員、拓務大臣。

## 経歴
回船問屋・東京府会副議長、秦源祐の長男として東京築地で生まれる。東京府立一中、日本中学校、第一高等中学校を経て、1896年（明治29年）7月、帝国大学法科大学政治学科を卒業。内務属となり内務省参事官室兼県治局勤務となる。同年11月、文官高等試験に合格。
1897年（明治30年）5月、福井県参事官に就任し、愛媛県参事官、千葉県参事官、神奈川県参事官・勧業課長を歴任。1905年（明治38年）4月から翌年5月まで欧州に出張。帰国後、1906年（明治39年）7月、長崎県事務官・第一部長兼第三部長となり、さらに同県内務部長を務めた。1912年（明治45年）3月、秋田県知事となり、さらに徳島県知事を務め、1915年（大正4年）1月に休職し、翌月、依願免本官。
1915年3月、埼玉県第一区から第12回衆議院議員総選挙に出馬し当選。以後、1932年（昭和7年）2月の第18回衆議院議員総選挙まで連続7回当選した。1919年（大正8年）4月から1922年（大正11年）6月まで逓信次官を務める。加藤高明内閣では、1924年（大正13年）8月に海軍政務次官、1925年（大正14年）4月に初代商工政務次官に就任。1927年（昭和2年）7月から翌年5月まで立憲政友会幹事長を務める。1931年（昭和6年）12月、犬養内閣の拓務大臣に就任し、1932年（昭和7年）5月、五・一五事件後の内閣総辞職まで在任した。
国光生命保険相互会社取締役も務めた。

## 栄典
- 1912年（大正元年）12月18日 - 勲四等瑞宝章[1]
- 1920年（大正9年）11月1日 - 旭日中綬章[2]
- 1921年（大正10年）7月1日 - 第一回国勢調査記念章[3]

## 伝記
- 秦五十子編『秦豊助』秦五十子、1935年。